# Інформаційне перевантаження
Інформаційне перевантаження — термін, що описує труднощі розуміння проблеми і прийняття рішень, причиною якої є надлишок інформації. Поняття згадується в книзі Бертрама Гросса «Управління організацією» (1964 р.), але популяризував його Елвін Тоффлер у своєму бестселері «Шок майбутнього» 1970 року.

## Використання і розуміння
Термін і концепція передували Інтернету, і можуть оцінюватися з точки зору бібліотечних та інформаційних наук, а також з точки зору психології. У психології інформаційне перевантаження відноситься до надлишку інформації, що входить в нашу свідомість. За Тоффлером, інформаційне перевантаження — це сенсорне перевантаження в інформаційну епоху (термін, який був введений в 1950 році). Сенсорне перевантаження розуміли як причину дезорієнтації та відсутність відповідної реакції. Тоффлер стверджував, що інформаційне перевантаження має подібного роду ефект тільки на більш високому когнітивному рівні: «Коли людина занурюється у швидко і нерегулярно змінну ситуацію або новий насичений контекст, її передбачувальна точність падає. Вона більше не може зробити достовірну оцінку, від якої залежить раціональна поведінка.»
У міру того як світ входить у нову епоху глобалізації, все більша кількість людей стає користувачами Інтернету, щоб провести власне дослідження і отримати можливість виробляти і споживати дані з усе більшої кількості сайтів. Люди тепер є активними користувачами, тому що все більша їх кількість людей стає охоплена цифровою епохою. Цей потік створює нове життя, де ми знаходимося в небезпеці стати залежними від цього методу доступу до такої кількості інформації, причому ніщо не гарантує достовірності і відсутність дезінформованості.

## Історія

### Рання історія
Інформаційне перевантаження була зареєстровано в усі періоди, коли досягнення в галузі технології збільшували виробництво інформації. Вже в 3 і 4 століттях до нашої ери люди ставилися до інформаційної перевантаження з несхваленням. Приблизно в цей же час Еклезіаст писав: «А понад те, сину мій, стережись укладати багато книжок — кінця не буде; а багато читати — втома для плоті». У 1 столітті нашої ери Сенека Старший прокоментував, що «велика кількість книг є відволіканням уваги». Аналогічні скарги щодо зростання кількості книг були також згадані в Китаї.

### Ренесанс
Близько 1400 року Йоганн Гутенберг винайшов друкарський верстат, і це ознаменувало собою ще один період поширення інформації. У результаті зниження витрат виробництва, створення друкованих матеріалів — брошур, рукописів книг стало доступно для звичайної людини. Вчені скаржилися на велику кількість інформації з цілого ряду причин, таких як зниження якості тексту через доступність його поширення, вони також відчували, що постачання новою інформацією відволікає і є важко керованою.

### Інформаційна епоха
У XX столітті досягнення в галузі комп'ютерних та інформаційних технологій породили Інтернет.
В останні роки, епоху інформації, інформаційне перевантаження сприймається як відволікаюча і некерована інформація, така як спам електронною поштою, поштові повідомлення, миттєві повідомлення, пости з мікроблогів і соціальних мереж в контексті робочого середовища. В результаті, переривання на таку інформацію негативно впливає на увагу співробітника — більше 25 хвилин йде на те, щоб працівник повернувся до покладених на нього обов'язків після перегляду електронної пошти.

## Походження назви
Досить ранній приклад вживання терміна «інформаційне перевантаження» можна знайти у статті Якова Якобі, Дональда Спеллера та Керола Кон Бернінгема, які проводили експеримент серед 192 домогосподарок. У статті підтверджувалася гіпотеза про те, що надлишок інформації про бренди призводить до погіршення прийняття рішення. Але задовго до цього ідея була введена Дідро, хоча це не був термін «інформаційне перевантаження»: "Протягом століть кількість книг буде рости постійно, і можна прогнозувати, що прийде час, коли з книг так само важко буде дізнатися що-небудь, як від безпосереднього вивчення усього Всесвіту. Шукати частку правди, приховану в природі, буде майже так само зручно, як і відшукати приховане в величезній безлічі переплетених томів " — писав Дідро в Енциклопедії .

## Загальні причини
Основні причини інформаційного перевантаження включають:
- стрімке зростання нової інформації, яка виробляється[9];
- простота дублювання та передачі даних через інтернет;
- збільшення доступних каналів вхідної інформації (наприклад, телефон, електронна пошта, миттєвий обмін повідомленнями, rss);
- велика кількість історичних відомостей;
- протиріччя та неточності в наявної інформації;
- низьке співвідношення сигнал/шум ;
- відсутність методу порівняння та обробки різних видів інформації;
- частини наявної інформації не пов'язані або не мають загальної структури для виявлення їх відносин.

## Електронна пошта
Електронна пошта залишається основним джерелом інформаційного перевантаження, так люди намагаються йти в ногу зі швидкістю вхідних повідомлень. Також як з фільтрацією небажаних рекламних повідомлень (спаму) користувачам доводиться боротися із зростаючим використанням вкладень в електронній пошті у вигляді об'ємних доповідей, презентацій і мультимедійних файлів.
У 2007 році блог New York Times описав e-mail як причину, по якій економіка втрачає 650 млрд доларів. І в квітні 2008 року вона ж повідомила, що «електронна пошта стала бичем деяких людей в професійному житті» через перевантаження інформацією, але «жоден із сучасних гучних інтернет-стартапів, зосереджених на електронній пошті, насправді не усуває проблему перевантаження, тому що ніхто не допомагає готувати нам відповіді».
У січні 2011 року Eve Tahmincioglu, що працює в MSN BC написала статтю під назвою «Що робити з переповненою поштовою скринькою». Компілюючи статистичні дані з коментарями експертів, вона повідомляла, що в 2010 році 294 млрд повідомлень відправлялося щодня, у 2009 — 50 млрд. Маша Еган, експерт з робочої продуктивності, заявила, що люди повинні розуміти різницю між роботою з електронними листами і їх сортуванням. Це означало, що перш, ніж відразу ж відповідати на кожен лист, слід видалити непотрібні електронні листи і розсортувати інші. Потім Еган каже: ми повинні бути більш уважні, керуючи електронною поштою, інакше вона буде керувати нами.
The Daily Telegraph цитує Ніколаса Карра, колишнього виконавчого редактора Harvard Business Review і автора книги «Пустушка: Що інтернет робить з нашими мізками», в якій йдеться, що електронна пошта експлуатує наш основний людський інстинкт пошуку нової інформації, роблячи людей залежними, змушуючи їх «бездумно натискати важелі в надії отримати дозу соціальної та інтелектуальної їжі». Його заклопотаність поділяє Ерік Шмідт, виконавчий директор Google, який заявив, що «миттєві пристрої» і велика кількість інформації, впливу якої люди піддаються допомогою електронної пошти та інших технологічних джерел може впливати на розумовий процес, перешкоджаючи глибокому мисленню, розумінню, гальмує формування спогадів і ускладнює процес навчання. Це стан «когнітивної перевантаження» зменшує можливість утримання інформації і не дозволяє з'єднати спогади, переживання, що зберігаються в довгостроковій пам'яті, залишаючи думки «тонкими і розсіяними». Це відбивається і в освітньому процесі.
Технологічні інвестори виявляють аналогічну стурбованість. На додаток до електронної пошти, світова павутина надала доступ до мільярдів сторінок інформації. У багатьох офісах працівникам надано необмежений доступ в інтернет, дозволяючи їм керувати своїми власними дослідженнями. Використання пошукових машин дозволяє користувачам швидко знаходити інформацію. Тим не менш, інформація, опублікована онлайн, не завжди надійна через відсутність повноважень затвердження та обов'язкової точності перевірки перед публікацією. В результаті люди користуються перехресної перевіркою читаних матеріалів перед прийняттям рішення, і це займає більше часу.

## Реакції

### Реакція бізнесу і влади
Багато вчених, корпоративні особи, що приймають рішення, і федеральні політики визнають величину і зростаючий вплив цього явища. У червні 2008 року група зацікавлених дослідників з різноманітних корпорацій, невеликих компаній, академічних установ та консалтингових агентств створили Групу Дослідження Інформаційної Перевантаження, некомерційна зацікавлена група, присвячена підвищенню обізнаності, обміну результатами наукових досліджень і сприянню створення рішень навколо інформаційного перевантаження.
Недавні дослідження показують, що «економія уваги» виникає від інформаційного перевантаження, що дозволяє інтернет-користувачам знайти більший контроль над їх онлайн-досвідом, особливо щодо засобів зв'язку, таких як електронна пошта та сервіси миттєвих повідомлень. Це може припускати якусь вартість для прив'язаних до електронних листів. Наприклад, менеджери беруть невелику плату за кожний отриманий лист, наприклад, 5 $, які має сплатити відправник. Мета такого нарахування в тому, щоб змусити відправника розглянути необхідність перерви. Однак, така пропозиція підриває основу популярності e-mail, а саме — її безкоштовність.

### ЗМІ
ЗМІ, як і Інтернет, проводять дослідження з метою сприяння підвищенню ступеня обізнаності про інформаційну перевантаження. У дослідженні «Провісники раку інформаційного перевантаження: результати національного опитування» проводилося вивчення щодо людей, які зіткнулися з інформаційною перевантаженням при пошуку медичної інформації про рак, і вплив цього процесу на них. Висновок з дослідження пояснює як має бути розподілена медична інформація і як повинні проводитися інформаційні кампанії для запобігання поширення в інтернеті недоречною або некоректної інформації.
Крім того, існує безліч книг, що друкуються, щоб сприяти більш глибокому розумінню інформаційного перевантаження і навчити читача обробляти інформацію більш свідомо і ефективно. Це такі книги як «Виживання в інформаційному перевантаженні» Кевіна Міллера, «Управління інформаційним перевантаженням» Лінн Лайвелі і «Принцип релевантності» Стефанії Лучетті, продуктивно розглядають цю тему.

## Проблема організації
Деякі вчені-когнитивісти та графічні дизайнери підкреслюють відмінність між сирою інформацією та інформацією в тій формі, в якій ми можемо використовувати її в розумових операціях. З цієї точки зору інформаційну перевантаження наочніше буде показати як організацію недовантаження. Тобто, вони припускають, що проблема полягає не стільки в обсязі інформації, але в тому, що ми не можемо зрозуміти, як її використовувати в сирому або упередженому вигляді, в якому вона постає нам. Автори, які взяли цей курс, художник-графік і архітектор Річард Сол Вурман (людина, яка придумав фразу «інформаційний архітектор») і статистик та когнітивний вчений Едвард Тафт. Вурман використовує термін «інформаційна тривога», щоб описати наше ставлення до обсягу інформації в цілому і наші обмеження на її обробку. Тафт, в першу чергу, фокусується на кількісній інформації та аналізує способи організації великих складних наборів даних візуально полегшують ясне мислення.